# Тураев, Кенжа Хушимович
Кенжа Хушимович Тураев (узб. Kenja Xushimovich To`rayev; 1 марта 1989, Чиракчи, УзССР, СССР) — узбекский футболист, нападающий клуба «Машал». Выступал за сборную Узбекистана.

## Клубная карьера
Тураев начал выступать за «Насаф» в высшей лиге Узбекистана в 2006 году. За десять лет, проведённых в команде стал обладателем Кубка АФК в 2011 году и обладателем Кубка Узбекистана в 2015 году. В январе 2012 года Тураев в опросе представителей СМИ был признан лучшим игроком месяца в Узбекистане. В начале сезона 2016 года Тураев сменил клуб и перешёл в «Шуртан» из города Гузар. Там он провёл всего полгода и в начале июля стал свободным агентом. После этого Тураев некоторое время тренировался вместе с футболистами «Алмалыка», но в итоге стал игроком клуба «Машал».

## Выступления за сборную
В 2008 году Тураев был включён в заявку молодёжной сборной Узбекистана на чемпионат Азии. В 2010—2011 годах Тураев был игроком олимпийской сборной Узбекистана, которая участвовала в отборочном турнире к летним Олимпийским играм 2012 года.
Ещё 11 октября 2008 года Тураев дебютировал в составе национальной сборной Узбекистана, сыграв в товарищеском матче с командой Южной Кореи. Однако этот матч признан ФИФА неофициальным. Официальный же дебют футболиста в сборной состоялся 17 января 2012 года в товарищеской встрече со сборной Кувейта. Всего на счету Тураева два официальных и два неофициальных матча за сборную.